# De Klokkenluider
De Klokkenluider (Engels: The Whistler) is een legal thriller uit 2016 van de Amerikaanse schrijver John Grisham. Hoofdpersoon is Lacy Stoltz, werkzaam bij de fictieve Florida Board on Judicial Conduct (BJC), een overheidsorgaan dat misstappen van rechters onderzoekt. Via een klokkenluider komt ze op het spoor van een groot omkoopschandaal waarbij een rechter betrokken is. Deze zaak blijkt niet zonder gevaar; achter de omkoperij gaat een misdaadgroepering schuil, die niet aarzelt getuigen en onderzoekers, waaronder Stoltz en haar collega, uit de weg te ruimen.
Het centrale thema is de autonomie van indianenreservaten die hen toestaan hun eigen belangen te behartigen en casino´s te openen, zolang de staat waarin het reservaat ligt gokken niet expliciet verbiedt. Dit levert uiteraard grote inkomsten voor de indianen op (vooral bij kleinere indianenvolken zoals de fictieve Tappacola Nation in het boek), maar trekt ook corruptie aan. Iedere Tappacola ontvangt een maandelijks dividend van het casino van USD 5.000, wat hen echter demotiveert te studeren of werk te zoeken. Bovendien halveert dit dividend wanneer een vrouw trouwt, waardoor Tappacola vrouwen niet willen trouwen en er bevolkingskrimp dreigt. Andere thema´s die ook in andere werken van Grisham terugkomen zijn corruptie, de tegenstelling arm-rijk, en juridische dwalingen.

## Verhaal
Lacy Stoltz en haar partner Hugo Hatch ontmoeten Greg Myers, een aan lagerwal geraakte advocaat die namens een klant wil klokkenluiden over een rechter, via de BJC. Volgens de klokkenluiderwetgeving ontvangt de klokkenluider een tipgeld, en ongetwijfeld zal de advocaat daar ook een deel van krijgen. De BCJ wordt erbij gehaald omdat de klokkenluider niet de FBI erbij wil hebben en omdat het gaat om een misstap van een rechter: de edelachtbare Claudia McDover van Florida's 24th Circuit.
In de Florida Panhande bevindt zich een klein (fictief) indianenreservaat: de Tappacola Nation. In Florida is gokken niet toegestaan, maar op grond van hun autonomie mogen de Tappacola gokken wel toestaan en dus een casino bouwen. Op grond van dezelfde autonomie hebben de Tappacola een eigen politie en rechtspraak, en valt het casino niet onder dezelfde controle als andere bedrijven in Florida. Dit trekt de aandacht van de lokale onderwereld (Dixie Maffia), die in het casino investeert en een enorm golfcomplex pal hiernaast aan de andere kant van de reservaatgrens bouwt. In dit casino-golfcomplex worden grote sommen geld verduisterd en witgewassen. McDover zorgde dat eventuele juridische problemen (bijvoorbeeld onteigeningsprocedures voor een weg naar het casino) snel in het voordeel van het casino werden beslecht. Wanneer een deel van de bevolking zich tegen het casino verzet, wordt hun boegbeeld Son Razko vermoord. Ook diens schoonzus wordt vermoord en beiden worden naakt gevonden wat een verhouding suggereert en de "bedrogen echtgenoot" tot eerste verdachte maakt. Deze echtgenoot, Razko´s broer Junior, wordt opgepakt, en in sneltreinvaart met behulp van getuigenverklaringen door verklikkers ter dood veroordeeld. De rechter in deze zaak was McDover. In ruil voor de gewillige medewerking ontvangt McDover grote sommen geld die ze vervolgens op allerlei manieren ook weer witwast met behulp van haar vriendin, die advocate is. 
De aanklacht tegen McDover leidt tot een gewelddadige reactie van de Dixie Maffia: ze lokken Lacy en Hugo met een nep-informant naar het reservaat, waar hun auto op de terugweg frontaal wordt geramd door een huurmoordenaar. Hugo overlijdt en Lacy is zwaargewond. Michael Geismar, het hoofd van de BJC, schakelt hierop de FBI in. Daar het ongeluk binnen het reservaat is geschied, heeft de politie van de Tappacola exclusieve jurisdictie hierover. De Chief van de Tappacola, zelf tot over zijn oren in de corruptie en verduistering, wil hier geen werk van maken, en als politiechef Lyman Gritt dit wel wil, wordt hij op staande voet ontslagen. Gritt neemt hierop contact op met de BCJ.
Gritt blijkt over materiaal te beschikken (DNA, foto´s en opgenomen materiaal) waarmee de huurmoordenaars kunnen worden opgespoord, een luitenant van het syndicaat en de chauffeur die de opzettelijke aanrijding had veroorzaakt. De FBI zet hen snel klem en al snel bekennen ze beiden, en werken ze mee met de FBI. Hiermee kan het spoor verder worden nagetrokken tot de grote bazen van de Dixie Maffia, de Chief van de Tappacola, en rechter McDover. Deze ruikt echter lont en verdenkt haar griffier ervan haar te hebben verraden, waarop ze de Dixie Maffia tipt die een huurmoordenaar op de griffier afstuurt. Deze griffier, JoHelen Hooper, die inderdaad de klokkenluider blijkt te zijn, is echter zeer voorzichtig en Lacy kan haar tijdig redden. Met behulp van Lacy´s broer Gunther duiken ze onder. Ze is zelf 1/8 Tappacola maar op grond van een vrij willekeurige selectieprocedure niet als zodanig erkend en derhalve ook het dividend uit de casino-inkomsten ontzegd; rancune jegens het willekeurig leiderschap van de Tappacola en de hoop op de wettelijke beloning, waren het motief. 
De FBI gaat inmiddels op grond van de RICO Act tot actie over. De misdaadbazen worden op de golfbaan bij het reservaat gearresteerd, McDover wordt met haar vriendin gearresteerd als ze het land proberen te ontvluchten, de luitenants en huurmoordenaars worden eveneens gearresteerd, en ook de Chief en een aantal andere Tappacola ontspringen de dans niet. Bij McDover wordt voor 38 miljoen aan illegaal vermogen geconfisqueerd, waarvan 10 miljoen wordt uitgetrokken als beloning voor de klokkenluider. Tegen de kopstukken van de Dixie Maffia worden hoge straffen, waaronder de doodstraf geëist, tegen McDover 25 jaar gevangenisstraf en haar medeplichtige vriendin 10 jaar. Junior wordt gerehabiliteerd en de Tappacola Nation kiest een nieuwe Chief: het is Lyman Gritt.